# Raskolnikow (1923)
Raskolnikow ist ein deutscher Spielfilm von Robert Wiene aus dem Jahre 1923. Er ist im Stil des Expressionismus gehalten und folgt im Wesentlichen seiner Vorlage, dem Roman Schuld und Sühne von Fjodor Dostojewski.

## Handlung
Der Jurastudent Raskolnikow erschlägt aus Habgier eine alte Pfandleiherin und danach, um seine Tat zu verdecken, die hinzukommende Schwester der Frau. Von seinem Gewissen geplagt, gesteht er seine Tat Sonja, der Tochter der Familie Marmeladow, in die er verliebt ist und bei denen er wohnt. Vater Marmeladow ist dem Alkoholismus verfallen, seine Frau darüber verzweifelt, Sonja geht der Prostitution nach, um der Familie Geld zu verschaffen.
Der mit den Ermittlungen im Mordfall beauftragte Petrowitsch verdächtigt Raskolnikow und treibt diesen mit seinen Vernehmungsmethoden an den Rand eines Schuldeingeständnisses. Ein religiöser Fanatiker bekennt sich jedoch des Mordes und tötet sich danach selbst. Sonja bedrängt Raskolnikow, nun erst recht seine Schuld einzugestehen. Er stellt sich.

## Hintergrund
Raskolnikow ist nach Das Cabinet des Dr. Caligari und Genuine Robert Wienes dritter expressionistischer Film und gleichzeitig der zweite Höhepunkt seines Schaffens. Die Bauten stammen von Andrej Andrejew, der ein verwinkeltes und verzerrtes Dekor im Stil des Caligari-Films entwarf. Die Schauspieler entstammen allesamt dem Moskauer Künstlertheater MChAT von Stanislawski. 
Der Film hatte sieben Akte und durch seine Länge von 3168 Metern eine Laufzeit von mehr als zwei Stunden (bei einer Bildfrequenz von 20 Bildern pro Sekunde).